# ميكايلا شافراث
ميكايلا شافراث (من مواليد 6 ديسمبر 1970)، ممثلة تلفزيونية ألمانية وممثلة إباحية سابقة. عملت كممرضة سابقة، بدأت العمل في صناعة أفلام البالغين بعد أن ظهرت عارية في مجلة كوبيه وهي مجلة ألمانية للبالغين. اكتسبت شهرة عالمية خلال مسيرتها المهنية كممثلة إباحية تحت اسم المسرح جينا وايلد. فازت بجائزتي فينوس لأفضل نجمة جديدة في عام 1999 وأفضل ممثلة ألمانية في عام 2000.

## روابط خارجية
- ميكايلا شافراث على موقع IMDb (الإنجليزية)
- ميكايلا شافراث على موقع ألو سيني (الفرنسية)
- ميكايلا شافراث على موقع ميوزك برينز (الإنجليزية)
- ميكايلا شافراث على موقع إن إن دي بي (الإنجليزية)
- ميكايلا شافراث على موقع ديسكوغز (الإنجليزية)
- ميكايلا شافراث على موقع قاعدة بيانات الفيلم (الإنجليزية)
- ميكايلا شافراث على موقع كينوبويسك (الروسية)